# Hi Izuru Tokoro no Tenshi
Hi Izuru Tokoro no Tenshi (яп. 日出処の天子, «Император страны Восходящего солнца») — манга, созданная японской мангакой Рёко Ямагиси. В ней рассказывается история принца Сётоку, политической фигуре VI века, который способствовал распространению буддизма в Японии, и его запретной любви к Соге-но Эмиси. Данный сюжет отличается от традиционного взгляда на взаимоотношения этих политических деятелей. Манга публиковалась в журнале LaLa издательства Hakusensha с 1980 по 1984 год. В январе-ноябре 1981 года она была издана в четырех танкобонах под импринтом Hana to Yume Comics. Hi Izuru Tokoro no Tenshi была награждена премией издательства «Коданся» 1983 года в категории «сёдзё».
Согласно опросу, проведенному в 2007 году Агентством по делам культуры, занимает 41-е место среди лучшей манги всех времен.